# RTP Internacional
RTP Internacional (en abrégé RTPi) est une chaîne de télévision publique portugaise appartenant à la Radio-télévision du Portugal (RTP).
Destinée à servir de relais entre les communautés portugaises de par le monde et la « mère-patrie », cette chaîne de format généraliste reprend une sélection des meilleures émissions de RTP1, RTP2 et de RTP3. À la suite d'accords passés avec deux chaînes privées, SIC et TVI, elle reprend sur son antenne certaines de leurs émissions. Enfin, RTP Internacional produit elle-même quelques programmes destinés spécifiquement à la diaspora portugaise.
Diffusée dans le monde entier par satellite et reprise par de nombreux câblo-opérateurs ou fournisseurs internet, RTPi serait reçue par environ 20 millions de foyers. La chaîne est membre de l'Union européenne de radio-télévision.

## Histoire
RTP Internacional commence ses émissions le 10 juin 1992 à l'occasion du jour de Camões (fête nationale). Ayant une mission de service public, elle se veut une passerelle entre les communautés portugaises éparpillées à travers le monde et leur pays d'origine, une fenêtre sur le Portugal pour tous ceux qui s'intéressent à ce pays et à sa culture, mais également une voix portugaise à destination des 240 millions de lusophones établis sur les cinq continents.
Émettant à raison de six heures par jour à ses débuts, la chaîne étend progressivement son temps d'antenne et est désormais diffusée vingt-quatre heures sur vingt-quatre.
Jusqu'en 1998, le signal de RTPi est repris sur les réseaux câblés de plusieurs pays lusophones d'Afrique. À partir de cette date, la RTP commence à diffuser une nouvelle chaîne spécifiquement formatée pour ces pays, RTP África.
Au mois de mars 2005, RTPi met en place trois déclinaisons régionales, afin de prendre en compte le décalage horaire : RTPi Europa, RTPi América et RTPi Ásia. Si RTPi Europa reste calquée sur RTP1, les autres versions de la chaîne ont des horaires adaptés en fonction de l'heure locale.

## Identité visuelle

### Logos

Logo de RTP Internacional de 1996 à 2004
Logo de RTP Internacional de 2004 à 2012
Logo de RTP Internacional de 2012 à 2016
Logo de RTP Internacional depuis le 7 octobre 2016

## Programmes
RTP Internacional est une chaîne de type généraliste, basée sur l'information, le divertissement et la culture. Sa grille des programmes reprend en direct une grande partie des émissions de RTP 1, à l'exception de celles pour lesquelles la RTP n'a pas les droits de diffusion en dehors du territoire national (certains films, séries étrangères ou retransmissions sportives). La programmation est complétée par des émissions de RTP 2, mais également par des émissions issues des deux grandes chaînes privées du pays, SIC et TVI, avec lesquelles la RTP a signé un accord commercial. Elle reprend chaque jour en direct les principaux rendez-vous d'information de RTP 1, tels que le programme matinal Bom Dia Portugal, les journaux télévisés de 13 heures et de 20 heures et le programme Portugal em directo. Il en est de même du magazine Praça da alegria et du talk-show Portugal no coração.
RTPi diffuse également des dessins animés (à travers le programme Zig Zag), des séries, des documentaires, des jeux (O preço certo, Quem quer ser milionário ?), des retransmissions sportives (notamment de football portugais), des films portugais et des variétés. Le dimanche matin, la chaîne diffuse des émissions religieuses, dont la messe (Eucaristia dominical). En complément de ces programmes, la chaîne internationale portugaise diffuse des modules de trente minutes destinés spécifiquement aux principales communautés expatriées (França contacto, EUA contacto, Argentina contacto, etc.).
Journaux
- Bom Dia Portugal
- Jornal da Tarde
- Telejornal
- Portugal em Directo
- Noticias de Portugal

Débats
- As notas soltas de António Vitorino
- As escolhas de Marcelo Rebelo de Sousa
- Trio de ataque (football)
- Pontapé de saída (football)
- Prós e contras
- A grande entrevista
- Parlamento

Magazines musicaux
- Poplusa
- Só Visto

Magazines de découverte
- A Alma e a Gente
- Andar por cá
- Biosfera
- A hora do baco

Magazines d'information
- 30 minutos
- Em reportagem
- A voz do cidadão

Emissions humoristiques
- Contra-informação
- Telerural
- Os contemporâneos

Jeux
- O preço certo
- Porquinho Mealheiro
- Jogo duplo
- O ultimo passageiro

Sport
- Un match du championnat portugais de football par semaine.
- Certains matchs de la sélection nationale portugaise
- Certains matchs d'autres sports que le football, en direct ou en différé (futsal, handball, hockey sur patins...)

Telenovelas
- Amanhecer
- Vila Faia
- O olhar da serpente
- Resistirei
- Vingança
- Bem-Vindo a Beirais
- Aqui Tão Longe

Séries
- Pai à força
- Conta-me como foi

Talk-shows
- Praça da alegria
- Portugal no coração
- Atlântida
- Portugal sem fronteiras
- Agora Nós
- A Praça
- Aqui Portugal

## Diffusion
RTP Internacional peut être reçue dans le monde entier grâce à un réseau de satellites : Hot Bird (Europe, Moyen-Orient), Galaxy 19 (Amérique du Nord, Amérique centrale), Estrela do Sul (Amérique du Sud), Intelsat 907 (Afrique) et Asiasat 2 (Asie et Océanie).
Le format d'image standard est du 4:3, mais certaines séries, films ou documentaires peuvent parfois être en 16:9.
En France, RTP Internacional est diffusée sur l'ADSL, le satellite, et le câble.